# Adromischus hemisphaericus
Adromischus hemisphaericus es una especie de planta suculenta perteneciente a la familia Crassulaceae.

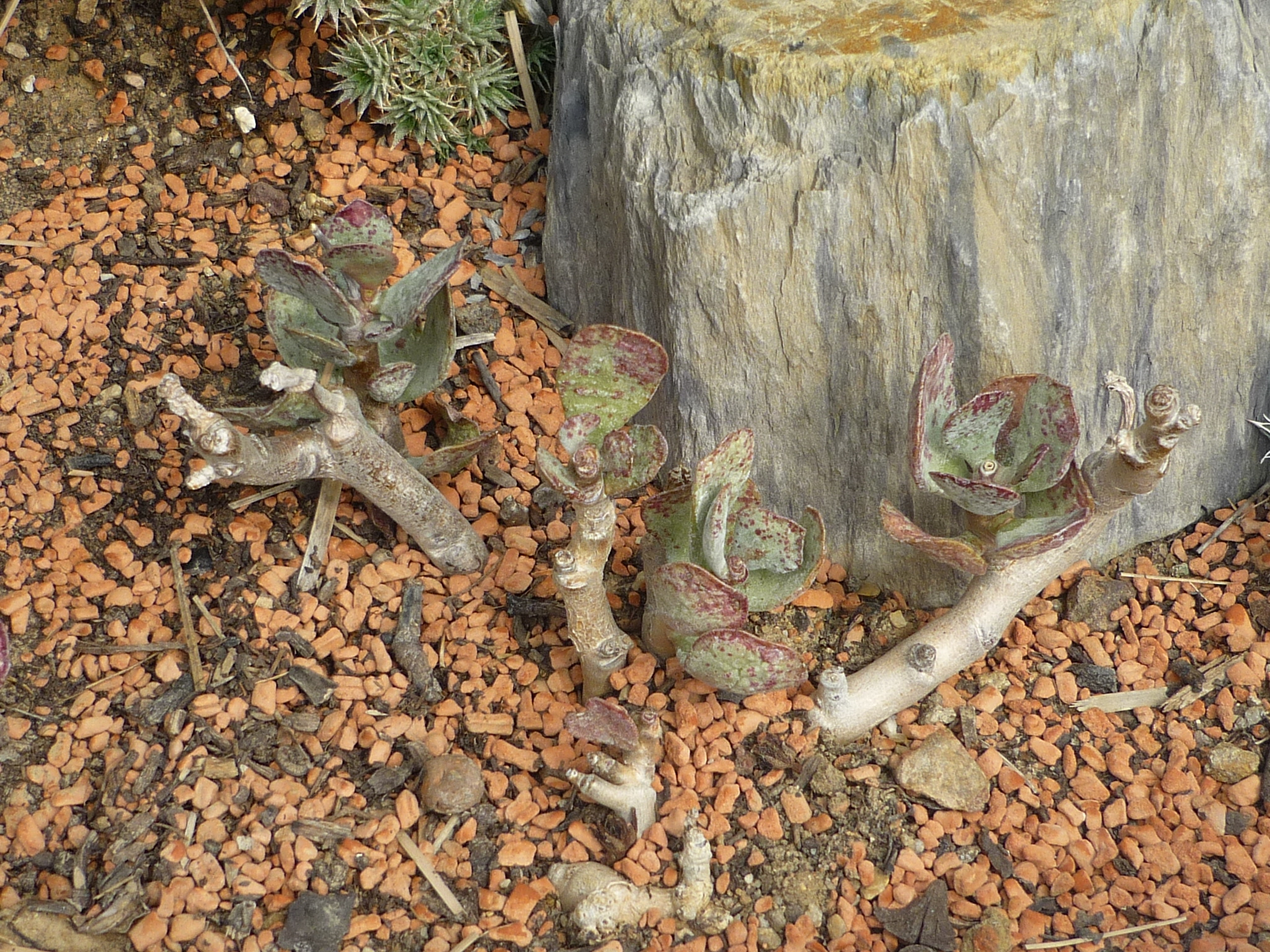
Vista de la planta en su hábitat

## Descripción
Es una planta perenne suculenta, un arbusto enano que alcanza un tamaño de 0.25 - 0.5 m de altura a una altitud de 500 a 1800 metros en Sudáfrica.

## Taxonomía
Adromischus hemisphaericus fue descrita por (L.) Lem.  y publicado en Jard. Fleur. 2(Misc.): 60 1852.
Etimología
Adromischus: nombre genérico que deriva de las palabras griegas: adro = "grueso" y mischus = "tallo".
hemisphaericus: epíteto latino que significa "hemisférico".
Sinonimia
- Cotyledon crassifolia Salisb.
- Cotyledon hemisphaerica L.
- Cotyledon rotundifolia Eckl. & Zeyh.
- Sedum hemisphaericum Kuntze[4]